# Olucome
L’Olucome (Observatoire de la lutte contre la corruption et les malversations économiques) est un groupe burundais de lutte contre la corruption. 

## Présentation
L'Olucome a été fondé en 2002 et est présidé par Gabriel Rufyiri. Selon sa propre présentation, Olucome « cherche à asseoir dans les secteurs de la vie tant nationale qu’internationale une culture de transparence et une éthique de bonne gouvernance ainsi que le bannissement de toute forme de corruption et de malversations économiques ».
L'Olucome est connu pour ses critiques envers le gouvernement du Burundi et le milieu des affaires de ce pays. Plus de 10 000 enregistrements de corruption ou de détournement de fonds publics ont été réalisés par l'Olucome, mais seuls un millier ont pu être traités.  En 2009, l'adjoint de Gabriel Rufyiri a été assassiné à Bujumbura. L'Olucome a demandé une commission d'enquête internationale pour investiguer sur ce meurtre. Gabriel Rufyiri a lui-même été incarcéré plusieurs fois en raison de ses actions anti-corruption. L'Olucome estime que le Burundi est en voie de régression dans la lutte contre la corruption et que l'État ne fait pas le poids face aux corrompus et corrupteurs.
Le groupe mène également des actions de sensibilisation et de prévention contre la corruption.